# Sulla Donazione di Costantino falsamente attribuita e falsificata
Sulla Donazione di Costantino falsamente attribuita e falsificata (De falso credita et ementita Constantini donatione) è un discorso di Lorenzo Valla scritto nel 1440 per confutare l'autenticità della cosiddetta "Donazione di Costantino". Secondo il documento, l'imperatore Costantino I, per la sua conversione al cristianesimo o perché guarito dalla lebbra grazie a papa Silvestro I, avrebbe deciso di donargli la giurisdizione sui territori dell'Impero romano d'Occidente. Il testo fu pubblicato nel 1517, con una dedica provocatoria indirizzata a papa Leone X, dall'umanista tedesco protestante Ulrich von Hutten. A causa della minaccia che rappresentava per il potere temporale della Chiesa, nel periodo della Controriforma il trattato fu inserito nell'Indice dei libri proibiti nel 1559.
Il trattato è composto da 100 paragrafi divisi in 30 capitoli, ognuno dei quali riguardante una specifica tematica. Analizzando il documento secondo criteri filologici e linguistici, Valla ne denuncia l'inautenticità: attraverso lo studio di alcune locuzioni latine anacronistiche, egli dimostra che il testo risale all'VIII secolo, circa 400 anni dopo il regno di Costantino. La scoperta dell'umanista mette in discussioni la legittimità delle rivendicazioni della Chiesa, che per secoli aveva utilizzato quel documento per giustificare il proprio potere temporale e i propri diritti territoriali, oltre a rivendicare privilegi nei confronti dell'Impero.

## Contenuto

### Capitoli I-X
Nel primo capitolo, Valla afferma di essere consapevole del rischio a cui va incontro con la stesura di questo trattato, ma sostiene che il suo obiettivo è svelare l'errore. Nel secondo capitolo, introduce l'argomento dell'opera, esponendo sommariamente le prove raccolte che dimostrerebbero la falsità della Donazione: 
(Lorenzo Valla, "La falsa Donazione di Costantino", II, 6)
Nei capitoli dal III al VII, Valla si concentra sull'incoerenza e sull'inverosimiglianza storica della Donazione, sottolineando l'assurdità dell'idea che un imperatore potesse cedere la città di Roma per sola liberalità. Valla osserva come nessun sovrano avrebbe mai rinunciato a Roma e in generale a tutto l'Occidente, poiché ogni sovrano vuole vedere accrescere i propri possedimenti e la propria ricchezza:
(Lorenzo Valla, "La falsa Donazione di Costantino", III, 7)
A coloro che giustificano la Donazione per la conversione di Costantino al Cristianesimo, Valla risponde che questo non esclude la possibilità di regnare, sostenendo che, così come i peccatori, dopo il battesimo, fanno ammenda dei loro peccati, allo stesso modo Costantino avrebbe dovuto restituire la libertà ai popoli sottomessi, non semplicemente cambiare il loro padrone. 
A coloro che, invece, considerano la Donazione un segno di riconoscenza per la guarigione dalla lebbra, Valla replica che si tratta di una leggenda che deriva dalla storia biblica di Naaman, risanato da Eliseo, e che, anche se l'ipotesi fosse vera, mai nessun cristiano depose il proprio impero o lo diede ai sacerdoti come onore a Dio. 
Utilizzando dei discorsi immaginari, Valla sostiene che i figli di Costantino, il Senato e Papa Silvestro I stesso avrebbero cercato di dissuadere l'imperatore dal donare metà dei suoi territori: i figli di Costantino sarebbero stati addolorati per il tradimento del padre, mentre il Senato e il Popolo Romano lo avrebbero denunciato di dividere un impero creato con i loro sacrifici e di portarlo così alla rovina. Inoltre, egli afferma che il papa avrebbe dovuto rifiutare, per coerenza con gli ideali cristiani, ogni forma di ricchezza materiale e beni terreni per essere un esempio per i fedeli. Per Valla la donazione non ha quindi alcuna plausibilità e chi la sostiene offende Costantino, il Senato, il Popolo romano, Papa Silvestro I e il pontificato: 
(Lorenzo Valla, "La falsa Donazione di Costantino", VI, 18)
Nei capitoli VIII e IX, Valla passa all'analisi delle prove giuridiche e storiche: in primo luogo, evidenzia come non esista alcun documento che attesti l'effettiva accettazione da parte del papa della donazione e, anche se ci fosse, non vi è prova del suo concreto trasferimento di proprietà; in secondo luogo, le fonti storiche latine e greche non ne fanno mai menzione. Ad esempio, secondo lo storico romano Eutropio, il primo imperatore a cedere parte dell'impero fu Gioviano, e non Costantino, dopo la sconfitta contro i Sasanidi. Sempre le cronache dell'epoca affermano che i papi riconoscevano Roma e l'Italia come dominio imperiale e che Costantino era cristiano fin da ragazzo. Infine, secondo una lettera di Papa Milziade, si attesta solamente che l'imperatore donò il Palazzo Lateranense e alcuni terreni al predecessore di Silvestro, non l'intero Impero romano d'Occidente.  
Nel capitolo X, Valla smentisce l'esistenza del documento ai tempi di Costantino, sottolineando come sia stato trasmesso parzialmente dal Decretum Gratiani, ma sia assente nelle sue copie più antiche. Questo aspetto suggerisce che non sia stato inserito da Graziano, che l'avrebbe coerentemente ricordato insieme al Pactum Ludovicianum, ma probabilmente da un certo Palea in un momento successivo:
(Lorenzo Valla, "La falsa Donazione di Costantino", 35, X)

### Capitoli XI-XXX
In questa sezione, Valla si concentra sulla lingua della Donazione, dimostrando che il latino utilizzato risente degli influssi barbarici e che i riferimenti dell'opera rimandano a un periodo in cui Costantinopoli era già la nuova capitale dell'Impero Romano:
Sanciamo che gli uomini di diverso ordine, i reverendissimi chierici che servono alla santa Chiesa romana, abbiano quel vertice di singolare potenza e distinzione, della cui gloria si adorna ora il senato, cioè siano fatti consoli e patrizi. E abbiamo stabilito (promulgato) che essi siano adorni di tutte le altre dignità imperiali. Abbiamo decretato che il clero della santa romana Chiesa sia adorno dello stesso decoro che circonda la milizia imperiale. E come la potenza imperiale si fregia di diversi ufficiali, cubicularii, cioè, ostiarii, e di tutti i concubitores, così vogliamo che ne sia onorata la santa Chiesa romana. Per far risplendere più largamente la gloria del pontificato stabiliamo che i santi chierici della stessa santa Chiesa cavalchino cavalli adorni di banderuole e coperti di tela bianca e, come il nostro senato, di calzari con udonibus, cioè bianche uose di tela; di tali ornamenti sia fornita la Chiesa terrena come la celeste a lode di Dio.»
(Lorenzo Valla, "La falsa Donazione di Costantino", 48)
La donazione a papa Silvestro, oltre al Palazzo Lateranense, comprende anche il diadema imperiale di Costantino, che il documento descrive come aureo e ornato di pietre preziose, mentre storicamente non era di metallo prezioso, ma di stoffa o seta. Valla sottolinea come l'autore del falso documento non conoscesse la vera natura del diadema e lo avesse immaginato come simile alle corone d'oro dei re medievali, quando, invece, Costantino non fu un re.
Inoltre, Valla affronta la questione dell'uso del termine lorum, che viene inteso nella Donazione come una fascia che adornava il collo dell'imperatore; tuttavia, non si può pensare che il lorum venisse portato al collo, perché in questo caso gli imperatori sarebbero stati più simili a un cavallo o a un asino.
La Donazione menziona anche la “clamide di porpora" e la "tunica scarlatta”, ma Valla evidenzia come già nell'antichità erano termini usati per indicare lo stesso colore, cioè il rosso porpora. Inoltre, sarebbero stati donati anche gli scettri imperiali, le insigne e bandiere, ma Valla sottolinea come lo scettro e le insegne imperiali non facessero parte dei simboli ecclesiastici del pontefice.
In questo passo, si nota in modo particolare come il latino utilizzato nel documento sia diverso da quello di Costantino e quindi sia sicuramente di un periodo successivo.
(Lorenzo Valla, "La falsa Donazione di Costantino", 55)
Concubitore; sono quelli che dormono insieme e si congiungono: sarebbe come dire meretrici. Costantino gli dà quindi anche con chi dormire. Per finire dona alla Chiesa anche cavalli. Questi non erano sellati, ma avevano decorazioni bianche. Avevano mappula e linteamina, solo che le prime servono alle tavole da pranzo, le seconde ai letti. Dopo aver descritto così minuziosamente tutte queste cose superficiali, il falsario, per descrivere tutti i territori assegnati alla Chiesa, che erano la parte più importante, dice solo: “tutte le province, luoghi, città d'Italia e dell'Occidente”. Scrive solo questo, forse perché ignorava tutte le province del regno, tutti i luoghi e le popolazioni che appartenevano a questo e i confini dell'Occidente. Sappiamo però per certo che non tutti i popoli appartenevano al regno di Costantino. 
Continua dicendo di aver trasferito la capitale e il suo regno in Oriente, a Bisanzio; Valla dice che, se lui fosse davvero Costantino, avrebbe dovuto argomentare questa scelta di spostare la capitale proprio lì, avendo perduto Roma. «Ordiniamo che tutte queste cose fermamente stabilite con questa imperiale sacra scrittura e con altri divalia decreta restino intatte e immutabili sino alla consumazione del mondo». Poco prima Costantino aveva detto di essere “terreno” , mentre ora si definisce “divino e sacro”. Dice di essere divino e vuole che le sue parole restino fino alla fine del mondo, senza però fare riferimento a ciò che vuole Dio. «Se qualcuno, come non crediamo, oserà tuttavia temerariamente far ciò, soggiaccia condannato a eterne condanne e provi contrari a sé nella presente e nella futura vita i santi apostoli di Dio, Pietro e Paolo. E che finisca bruciato con il diavolo e con tutti gli empi nell'inferno più profondo». In questa parte è presente una sorta di minaccia che il falsario farebbe, sempre a nome di Costantino.
Valla continua però a sostenere che non possa essere stato Costantino a dire queste parole, ma altri al posto suo. Pensa che le parole di questa minaccia possano essere state di antichi sacerdoti ed ora della contemporanea ecclesia. Valla definisce chi dice queste parole, nascondendosi dietro la figura dell'imperatore, un ipocrita: nascondere la propria persona dietro un'altra. Oltre alle perplessità su tutto lo scritto della donazione, ci sono anche perplessità sul fatto che fosse cartacea o meno. Ad un certo punto Valla si interroga sul come possa Costantino aver scritto di un qualcosa accaduto dopo la sua morte. Vorrebbe inoltre sapere in che modo ha firmato questa donazione: con una firma o con il sigillo dell'imperatore, che avrebbe maggior valore. Si crede che questa donazione sia stata depositata nella tomba di San Pietro in modo che nessuno potesse prenderla o modificarla. Valla si domanda poi come possa essere giunta fino alla sua epoca e chi l'ha custodita, non potendo prenderla. Un'altra incertezza riguarda la data; questa è datata 30 marzo del quarto consolato di Costantino. A quel tempo la data si metteva quando una lettera doveva essere recapitata a qualcuno, in questo caso però sarebbe stata messa perché il falsario, come detto in precedenza, sarebbe stato un ignorante.

### Conclusione
Nella parte finale del trattato, Valla esprime un giudizio critico sulla Chiesa di quel tempo, sostenendo che, anche se papa Silvestro fosse stato in possesso di una Donazione, non scritta da Costantino, avrebbe dovuto rifiutare i beni da lui donati. Valla afferma che nessun pontefice abbia amministrato con fedeltà, ma che, al contrario, il papa portava discordia e guerre tra i popoli; egli continua dicendo che il papa vuole ricchezza e pensa di poterla strappare dalle mani di chi occupa ciò che Costantino ha donato, scaturendo così la voglia in tutti gli uomini, sia per fama che per bisogno, di comportarsi allo stesso modo.
La dimostrazione della falsità della Donazione di Costantino ebbe un forte impatto nei secoli successivi, contribuendo a minare le spinte politiche della Chiesa e favorendo il dibattito sulla separazione tra potere spirituale e temporale.